# Jorge Kémérer

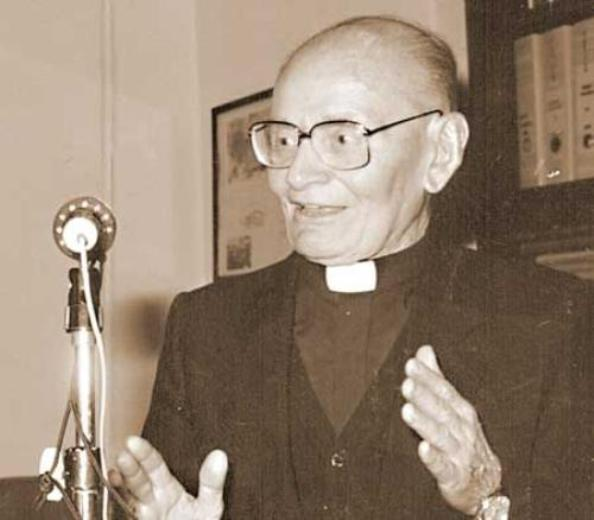
Jorge Kémérer

Jorge Kémérer SVD (* 13. September 1908 in San Rafael; † 26. Juni 1998) war ein argentinischer Geistlicher und römisch-katholischer Bischof von Posadas.

## Leben
Jorge Kémérer trat der Ordensgemeinschaft der SVD bei und empfing am 30. Oktober 1932 die Priesterweihe.
Papst Pius XII. ernannte ihn am 13. März 1957 zum ersten Bischof des neuerrichteten Bistums Posadas. Der Bischof von Jujuy, Enrique José Mühn SVD, spendete ihm am 8. Juni desselben Jahres die Bischofsweihe; Mitkonsekratoren waren die Weihbischöfe Manuel Tato und Manuel Menéndez aus Buenos Aires. Die Amtseinführung im Bistum Posadas fand am 6. Juli 1957 statt.
Er nahm an allen vier Sitzungsperioden des Zweiten Vatikanischen Konzils als Konzilsvater teil.
Am 16. Juni 1986 nahm Papst Johannes Paul II. seinen altersbedingten Rücktritt an.